# Smar karabinowy
Smar karabinowy – smar zapewniający poprawienie pracy mechanizmów broni.
Smar karabinowy jest mieszaniną oleju mineralnego (cylindrowego) z cerezyną, a także domieszkami antykorozyjnymi. Taki smar zapewnia normalną pracę mechanizmów broni strzeleckiej w zakresie temperatur od -50°C do zwykłych temperatur letnich. Chroni broń, która znajduje się w ciągłej eksploatacji oraz w różnorodnych warunkach atmosferycznych przed korozją.